# Et dec una nit de divendres
Te debo una noche de viernes es una película de comedia catalana para televisión (TV movie) estrenada el 29 de junio de 2013 en la televisión pública catalana (TV3). Está escrita y dirigida por Dimas Rodríguez y protagonizada por Aina Clotet y Jordi Andújar.

## Argumento[3]
Sàmid (Jordi Andújar) no puede olvidar a su exnovia, y su amigo Pepito (Marc Bertran) se lo lleva al festival PopArb en Arbucias. Allí conoce a Laura (Aina Clotet), una chica con la que acabará pasando toda la noche después de encontrarse, por casualidad, a su expareja Eco (Sara Loscos) con su nuevo novio Ojo Avizor (Marc Rodríguez) en el festival.

## Elenco
| - Jordi Andújar - Sàmid - Marc Bertran - Pepito - Dani Campos - Crackito - Aina Clotet - Laura - Alberto Díaz - Aldo - Biel Durán - Leo Lorton | - Marina Francisco - Eva - Sara Loscos - Eco - Carme Poll - Sandra - Marc Rodríguez - Ojo Avizor - Raquel Salvador - Sunset - Oriol Vila - Niko |

## Banda sonora[4]
La música de la película estuvo a cargo del músico catalán Raül Fernández Miró.
1. Cine
2. Eco-Sàmid
3. Laura
4. Ojo Avizor
5. Viatgers